# AOX
AOX (adsorbowalne organicznie związane chlorowce, ang. adsorbable organohalogens) – umowna miara zawartości chloro-, bromo- i jodopochodnych związków organicznych w wodzie lub ściekach w przeliczeniu na chlor.
Pomiar AOX polega na adsorpcji obecnych w próbce wodnej zanieczyszczeń chlorowcoorganicznych na węglu aktywnym. Kolejnym etapem jest spalenie przemytego sorbentu w strumieniu tlenu. Reakcja spalania chloropochodnych zachodzi zgodnie z równaniem:
R-Cl + O2 → HCl + H2O + CO2 + ...
Powstający w wyniku spalenia chlorowodór oznacza się zazwyczaj poprzez mikrokulometryczne miareczkowanie chlorków.
Termin ten został wprowadzony w 1976 roku w Niemczech jako miara zanieczyszczenia wody toksycznymi organicznymi związkami chloru (DDT i jego pochodne, polichlorowane bifenyle itp). W 1985 roku został tam wprowadzony na listę podstawowych parametrów mierzonych w wodach i ściekach.
W polskim prawodawstwie parametr AOX wymieniony jest w dwóch ustawach: rozporządzeniu Ministra Budownictwa w sprawie warunków wprowadzania ścieków do urządzeń kanalizacyjnych określa maksymalne dopuszczalne stężenie AOX w ściekach odprowadzanych m.in. do oczyszczalni (wynosi ono 1 mg Cl/dm³). Rozporządzenie Ministra Środowiska ws. warunków, jakie należy spełnić przy wprowadzaniu ścieków do wód lub do ziemi limituje m.in. stężenie AOX w ściekach odprowadzanych do rzek – od lipca 2006 roku wynosi ono 5 mg Cl/dm³, a przed wejściem tej ustawy w życie wynosiło 10 mg Cl/dm³
Powyższe akty prawne zostały uchylone, obowiązującym jest ustawa Prawo wodne z 2017.